# José Francisco Molina
José Francisco Molina Giménez (Valencia, 8 augustus 1970) is een Spaanse voormalig doelman in het betaald voetbal. In juli 2018 trad hij aan als technisch directeur van de Spaanse voetbalbond.

## Clubcarrière
Molina begint zijn carrière bij UD Alzira waar hij de aandacht trekt van Valencia CF. Hier speelt hij eveneens enkele jaren in de lagere regionen van de club. In 1993 wordt hij uitgeleend aan Villarreal CF wat dan in de Segunda División A speelt. In 1994 wordt hij verkocht aan Albacete Balompié en maakt de keeper zijn debuut in de Primera División.
Na een jaar wordt hij verkocht aan Atlético Madrid waar hij zowel grote successen (landskampioenschap en Copa del Rey in 1996) als dieptepunten beleeft (degradatie). Als de club in 2000 degradeert vertrekt hij dan ook naar Deportivo La Coruña, samen met ploeggenoten Juan Carlos Valerón en Joan Capdevila. Met Depor wint hij een beker (2002) en twee Spaanse Supercups (2000 en 2002). In de zomer van 2006 geeft de keeper aan dat hij toe is aan een nieuwe uitdaging en besluit hij de club te verlaten. Hij tekent later voor Levante UD. Nadat Levante zijn contract niet verlengde was Molina een transfervrije speler.

## Interlandcarrière
Molina is negen keer uitgekomen voor Spanje. Hij maakt zijn debuut op 24 april 1996 in een vriendschappelijke interland tegen Noorwegen. De keeper debuteert hier als linkermiddenvelder! Spanje was al door het maximale aantal wissels heen en door een blessure mocht enkel de keeper nog binnen de lijnen komen. Molina verving zijn clubgenoot Juan Manuel López.
Molina was geselecteerd voor het Wereldkampioenschap voetbal 1998, maar kwam in Frankrijk niet in actie. Twee jaar later behoorde de doelman eveneens tot de Spaanse selectie voor het Europees kampioenschap voetbal 2000 in Nederland en België. Hij was verrassend genoeg de eerste keus voor bondscoach José Antonio Camacho, ondanks het feit dat de twee andere keepers in de Spaanse selecties, Iker Casillas van Real Madrid en Santiago Cañizares van Valencia CF, beiden hadden gespeeld in de UEFA Champions League-finale van 2000. Aldus verscheen Molina op 13 juni 2000 in Rotterdam als eerste doelman van Spanje in het veld in de eerste groepswedstrijd tegen Noorwegen. Spanje verloor de wedstrijd met 1-0 door een blunder van Molina: de doelman kwam te ver uit zijn doel en miste de bal, waardoor Steffen Iversen ongehinderd kon scoren. Molina verloor door deze blunder zijn plaats als eerste keeper op het EK 2000 aan Cañizares en hij zou nooit meer een interland spelen.

## Ziekte
In oktober 2002 werd bij Molina testiskanker gediagnosticeerd. In juni 2002 onderging hij een operatieve ingreep waarbij de artsen dachten een goedaardig gezwel te hebben verwijderd. Bij controle bleek het echter toch te gaan om kanker en werden bovendien uitzaaiingen geconstateerd. Molina onderbrak zijn loopbaan als profvoetballer en onderging gedurende enkele maanden in de oncologische kliniek van Valencia chemotherapie. De Spanjaard reageerde goed op de behandeling en in januari 2003 werd hij genezen verklaard. Kort daarna hervatte Molina de training bij zijn toenmalige club Deportivo La Coruña.

## Trainerscarrière
Molina werd op 23 december 2011 aangesteld als hoofdcoach van Villarreal CF, nadat de club zich had ontdaan van Juan Carlos Garrido. Die moest het veld ruimen na de nederlaag in de Copa del Rey tegen derdeklasser Mirandes. Op het moment van zijn aanstelling was Molina hoofdcoach van de B-selectie van Villareal.
Op maandag 9 juli 2018 presenteerde de Spaanse voetbalbond de oud-doelman als de nieuwe technisch directeur, gelijktijdig met de nieuwe bondscoach Luis Enrique. Molina trad aan als opvolger van Fernando Hierro, die van 2017 tot medio 2018 werkzaam was technische baas bij de Spaanse voetbalbond. Twee dagen voor de start van het WK voetbal 2018 kreeg Hierro de leiding over de nationale ploeg, nadat de bond zich had ontdaan van Julen Lopetegui omdat die een contract had afgesloten om trainer-coach te worden van Real Madrid. Onder leiding van Hierro bereikte Spanje weliswaar de tweede ronde, maar daarin werd zijn ploeg uitgeschakeld door gastland Rusland. Op zondag 8 juli maakte de Spaanse bond vervolgens bekend dat Hierro zou vertrekken.

## Clubstatistieken
| seizoen | club                | land            | competitie         | duels | goals |
| ------- | ------------------- | --------------- | ------------------ | ----- | ----- |
| 1993/94 | Villarreal CF       | Vlag van Spanje | Segunda División A | 18    | 0     |
| 1994/95 | Albacete Balompié   | Vlag van Spanje | Primera División   | 23    | 0     |
| 1995/96 | Atlético Madrid     | Vlag van Spanje | Primera División   | 42    | 0     |
| 1996/97 | Atlético Madrid     | Vlag van Spanje | Primera División   | 41    | 0     |
| 1997/98 | Atlético Madrid     | Vlag van Spanje | Primera División   | 37    | 0     |
| 1998/99 | Atlético Madrid     | Vlag van Spanje | Primera División   | 38    | 0     |
| 1999/00 | Atlético Madrid     | Vlag van Spanje | Primera División   | 31    | 0     |
| 2000/01 | Deportivo La Coruña | Vlag van Spanje | Primera División   | 32    | 0     |
| 2001/02 | Deportivo La Coruña | Vlag van Spanje | Primera División   | 36    | 0     |
| 2002/03 | Deportivo La Coruña | Vlag van Spanje | Primera División   | 10    | 0     |
| 2003/04 | Deportivo La Coruña | Vlag van Spanje | Primera División   | 33    | 0     |
| 2004/05 | Deportivo La Coruña | Vlag van Spanje | Primera División   | 20    | 0     |
| 2005/06 | Deportivo La Coruña | Vlag van Spanje | Primera División   | 38    | 0     |
| 2006/07 | Levante UD          | Vlag van Spanje | Primera División   | 19    | 0     |

1 Zubizarreta  ·
2 López ·
3 Belsué ·
4 Alkorta ·
5 Abelardo ·
6 Hierro ·
7 Amavisca ·
8 Guerrero ·
9 Pizzi ·
10 Donato ·
11 Alfonso ·
12 Sergi Barjuán ·
13 Cañizares ·
14 Kiko ·
15 Caminero ·
16 Otero ·
17 Manjarín ·
18 Amor ·
19 Salinas ·
20 Nadal ·
21 Enrique ·
22 Molina ·
Coach: Clemente
1 Zubizarreta  ·
2 Ferrer ·
3 Aranzábal ·
4 Alkorta ·
5 Abelardo ·
6 Hierro ·
7 Morientes ·
8 Guerrero · 
9 Pizzi ·
10 Raúl ·
11 Alfonso ·
12 Sergi Barjuán ·
13 Cañizares ·
14 Campo ·
15 Aguilera ·
16 Celades ·
17 Etxeberria ·
18 Amor ·
19 Kiko ·
20 Nadal ·
21 Enrique ·
22 Molina ·
Coach: Clemente
1 Cañizares ·
2 Salgado ·
3 Aranzábal ·
4 Guardiola ·
5 Abelardo ·
6 Hierro  ·
7 Helguera ·
8 Fran ·
9 Munitis ·
10 Raúl ·
11 Alfonso ·
12 Sergi Barjuán ·
13 Casillas ·
14 Gerard ·
15 Engonga ·
16 Mendieta ·
17 Etxeberria ·
18 Jémez ·
19 Velasco ·
20 Urzaíz ·
21 Valerón ·
22 Molina ·
Coach: Camacho